# María América González
María América González (n. en 1948 en Banfield, Buenos Aires) es una abogada y política argentina, ejerció el cargo de Diputada Nacional por la Ciudad Autónoma de Buenos Aires desde el 10 de diciembre de 1997 hasta diciembre de 2009, siendo reelecta en los años 2001 y 2005. Fue también legisladora porteña entre 2009-2013. Actualmente ocupa el cargo de Defensora Adjunta del Pueblo de la Ciudad Autónoma de Buenos Aires.

## Labor legislativa
Entre sus últimos proyectos más importantes cabe mencionarse el Proyecto de Ley “Emergencia Previsional e Inclusión Jubilatoria”; esta iniciativa fue uno de los pilares de la actual Ley de Jubilación Anticipada -Ley Nº 25.994, Prestación Anticipada por Desempleo-, que prevé el otorgamiento de una jubilación anticipada.
Otra de sus propuestas es la “Prestación Proporcional”; este proyecto de ley contempla un beneficio previsional para todos aquellos ciudadanos que teniendo la edad jubilatoria requerida por la ley 24.241, no acreditan los treinta años de servicios con aportes necesarios para acceder a la jubilación.[cita requerida]

Asimismo, es importante señalar el Proyecto de Ley “Libertad de Opción Previsional”, que prevé el traspaso de los afiliados a las AFJP al sistema de reparto, propuesta impulsada desde el inicio de su primer mandato en 1997 Esta propuesta caducó, aunque la diputada presentó nuevamente el proyecto en la Cámara de Diputados.
En 201p fue acusada por su correligionaria Patricia Bullrich en el parlamento donde aseguró que en su época de ministra de Trabajo de la Alianza frenó un juicio por 400 millones de dólares contra el Estado que pretendía hacer González y su marido para cobrar comisiones indebidas.

## Actividades periodísticas
Desde joven se dedicó también a su otra pasión, el periodismo.
Primero lo hizo como columnista radial en Del Plata, luego continuó esta tarea en Radio Belgrano, Radio Buenos Aires, Radio Argentina, Radio América y Radio Colonia. Hasta 1997, fue columnista en el programa Contacto Directo, conducido por Santo Biasatti, en Radio Rivadavia.
Desde 1983 hasta la fecha, ha colaborado con numerosos artículos en medios gráficos.  En 1999, condujo el programa de cable “Los mayores de América”, en Plus Satelital.[cita requerida]
En el 2000, “El Rinconcito de los Jubilados” fue difundido a través de la edición periodística América Noticias.
En el 2004, González realizó colaboraciones periodísticas en el programa Algo más que palabras emitido por FM 89.3, La Radio; y en el programa Vivir a Pleno, emitido por Plus Satelital.
Durante su paso por el Frepaso fue denunciada penalmente por realizar maniobras ilícitas por más de diez millones de dólares/  pesos y por integrar una  "organización delictiva" que alteraría turnos de pago de sentencias previsionales durante el gobierno de Fernando de la Rúa. Según la denuncia judicial los miembros de la "banda" figuran su esposo Sergio Bobrovsky -abogado perteneciente a un estudio jurídico que atiende casos de jubilados-; su suegro, Carlos Bobrovsky; su cuñado, el contador Marcelo Py, y funcionarios de la Administración Nacional del Seguro Social (Anses) del gobierno radical.